# 章山街道
章山街道是中华人民共和国湖北省黃石市西塞山区下辖的一个街道办事处。
2014年4月28日，湖北省民政厅批复同意设立章山街道办事处，将原河口镇的章山、下段、五湖、滨湖、龙山、龙泉6个村民委员会划归章山街道办事处管辖，办事处驻章山村。

## 行政区划
章山街道下辖以下村级行政区划单位：
五湖村、龙泉村、下段村、章山村、龙山村和滨湖村。